# Meterdiplosis nigrolineata
Meterdiplosis nigrolineata är en tvåvingeart som beskrevs av Barnes 1927. Meterdiplosis nigrolineata ingår i släktet Meterdiplosis och familjen gallmyggor. Inga underarter finns listade i Catalogue of Life.